# Marcilhac-sur-Célé

Marcilhac-sur-Célé este o comună în departamentul Lot din sudul Franței. În 2009 avea o populație de 201 de locuitori.

## Evoluția populației
| An        | 1975 | 1982 | 1990 | 1999 | 2006 | 2009 |
| --------- | ---- | ---- | ---- | ---- | ---- | ---- |
| Populație | 260  | 240  | 196  | 194  | 199  | 201  |

## Galerie de imagini

Marcilhac-sur-Célé
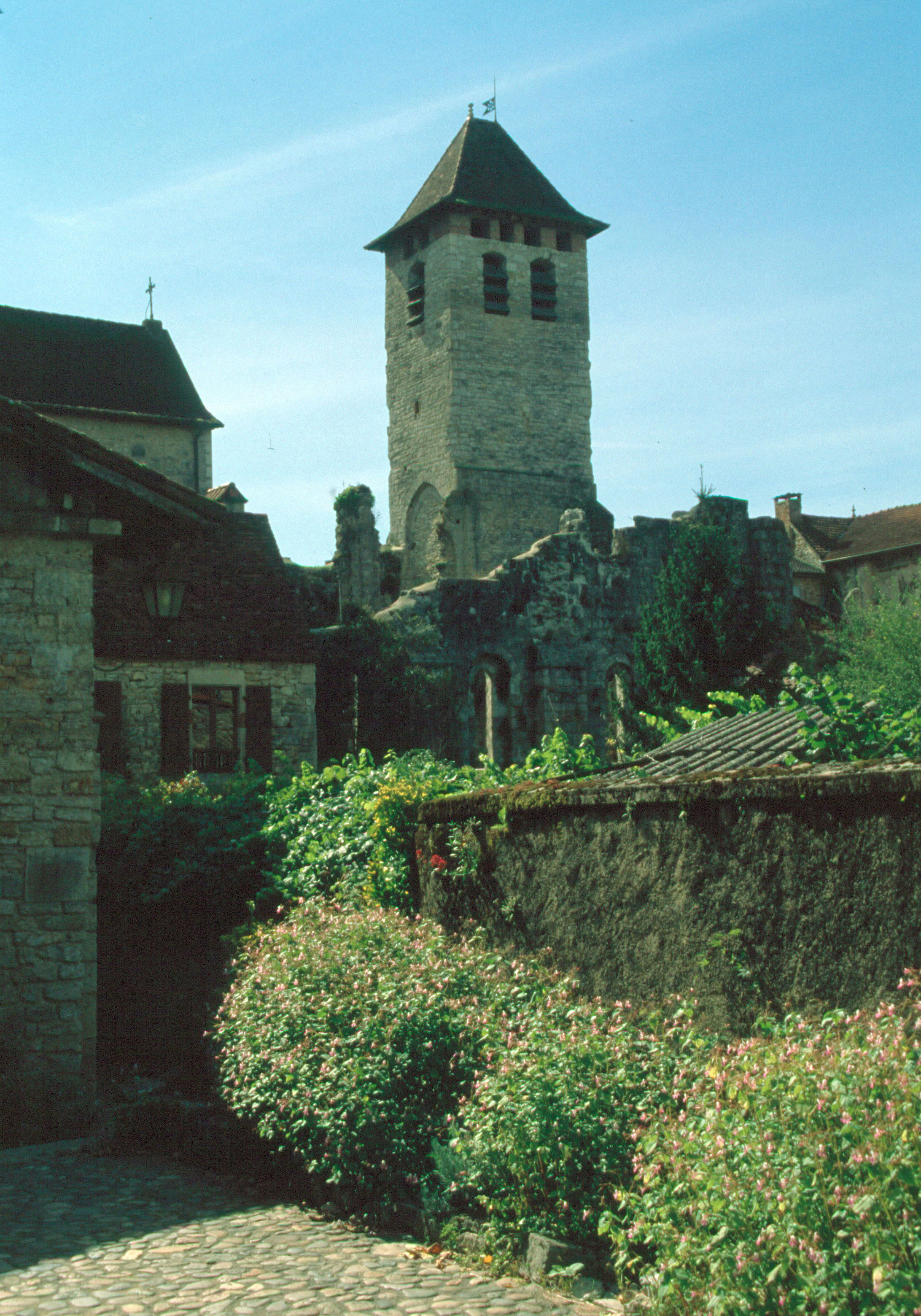
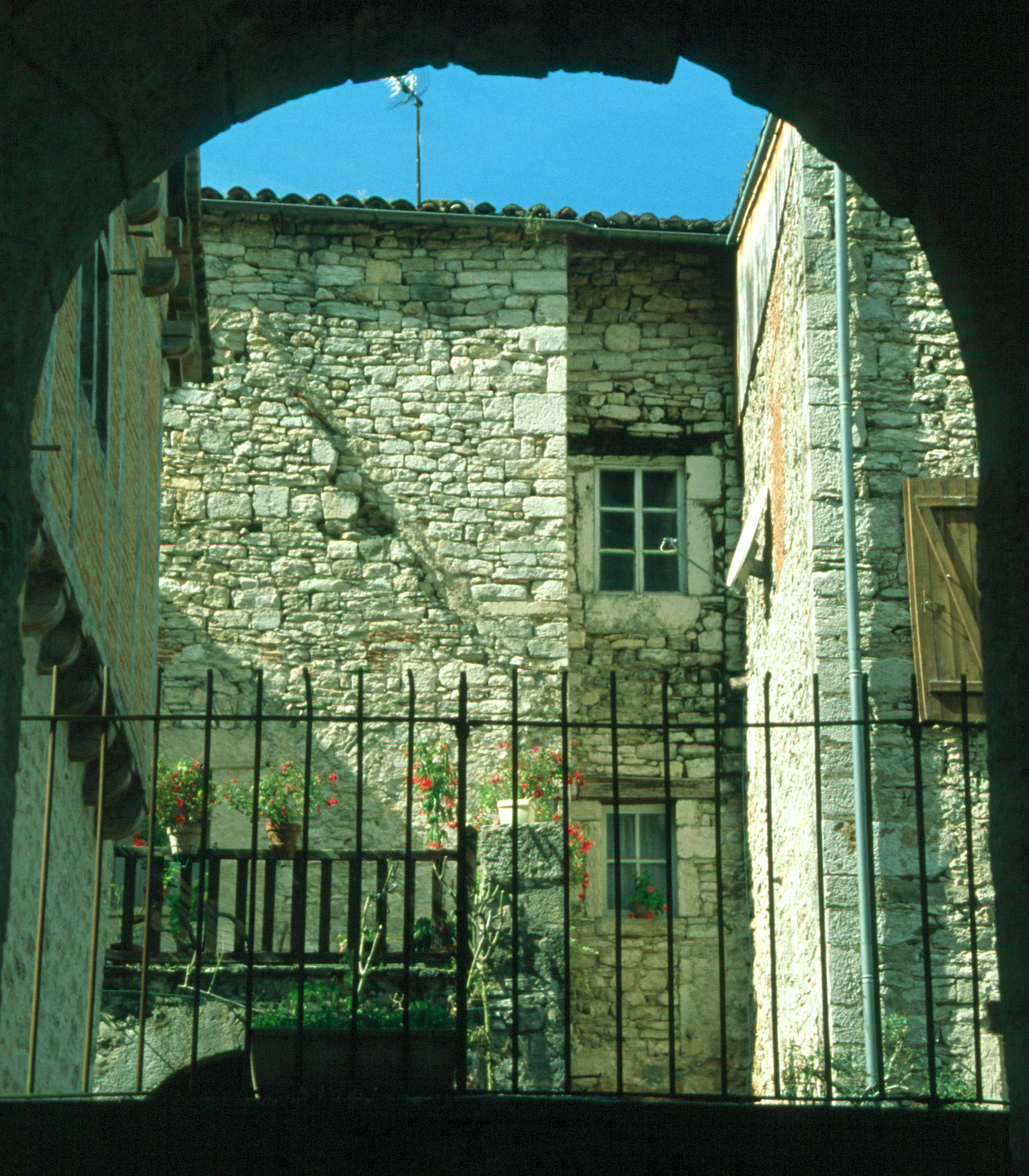
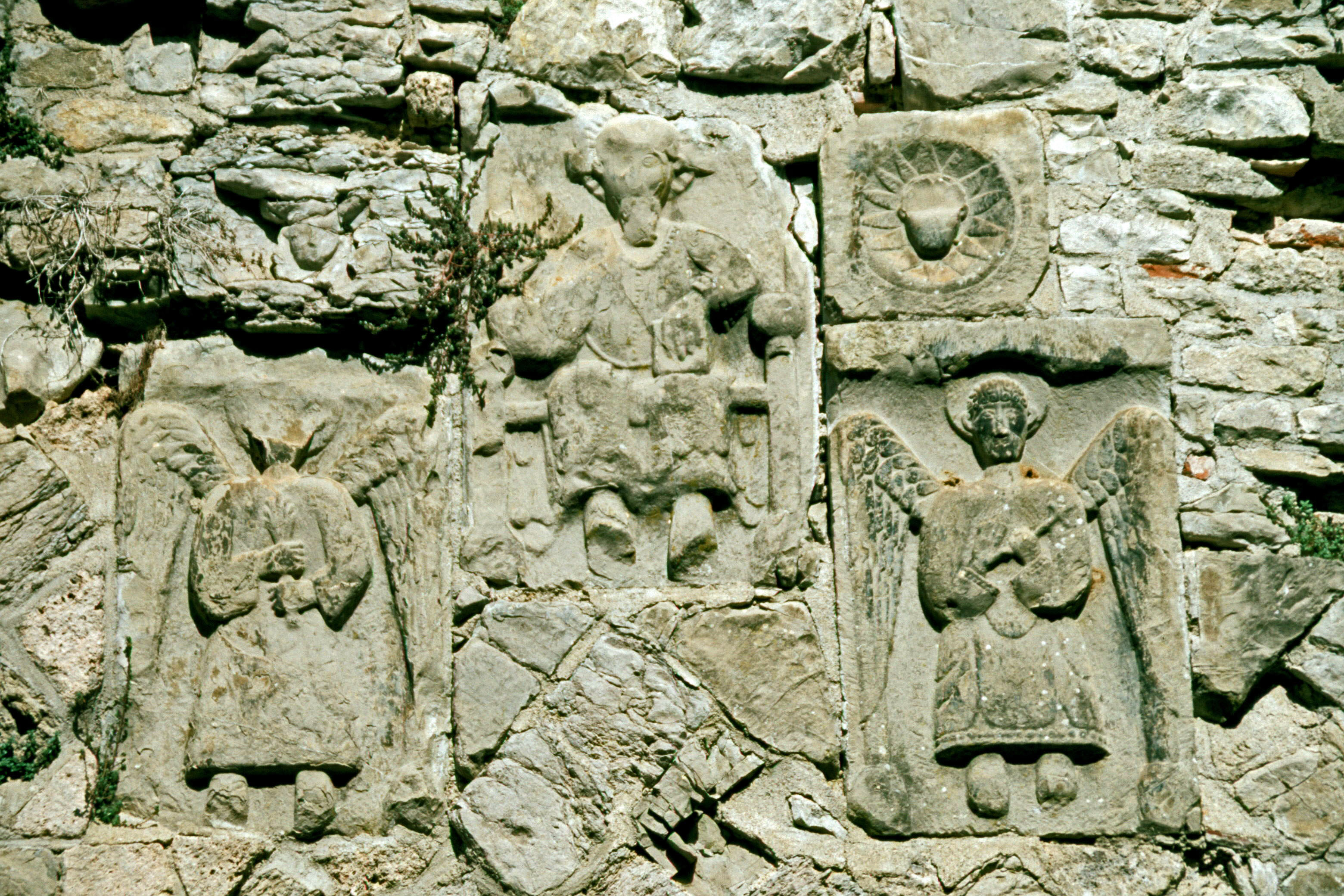
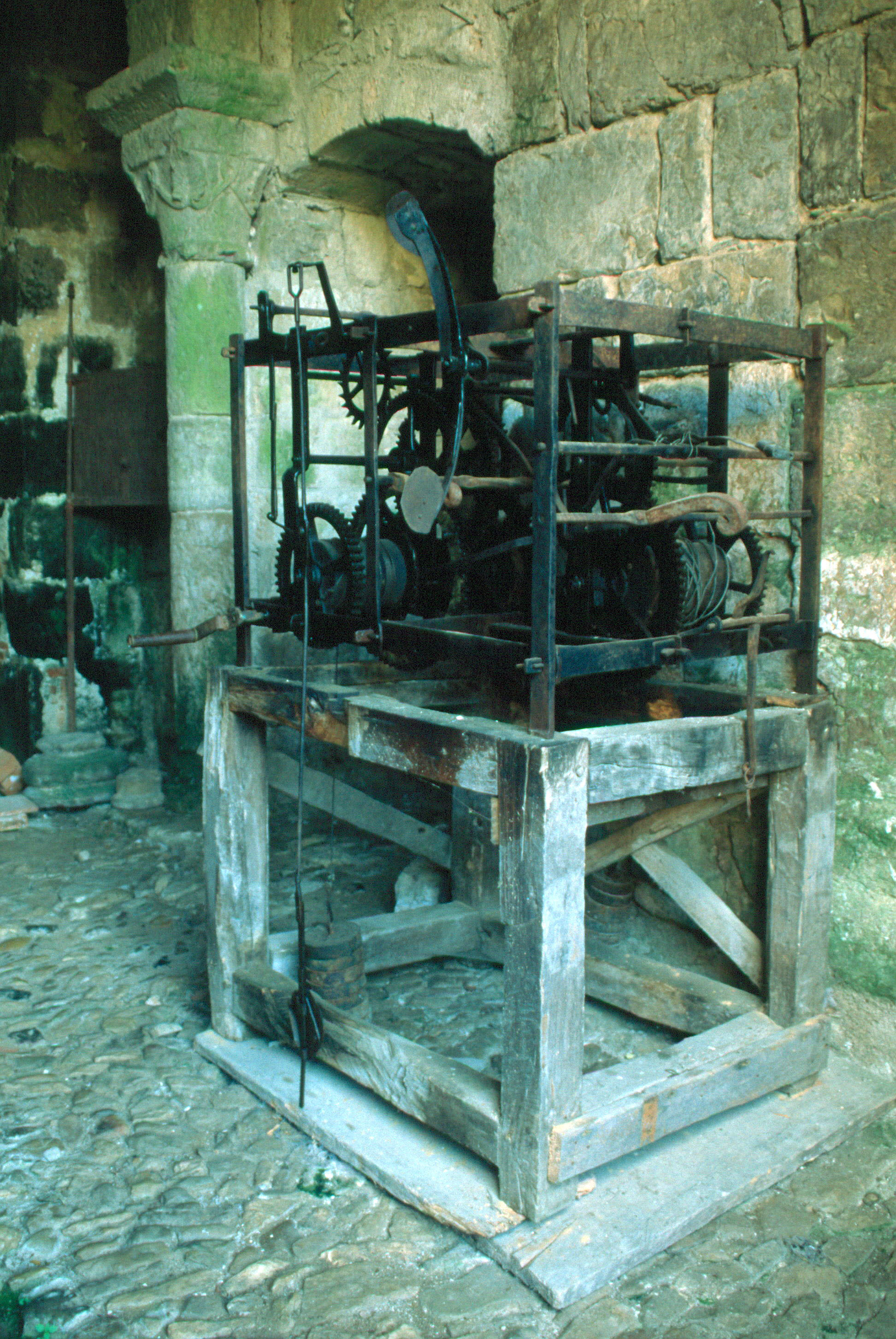
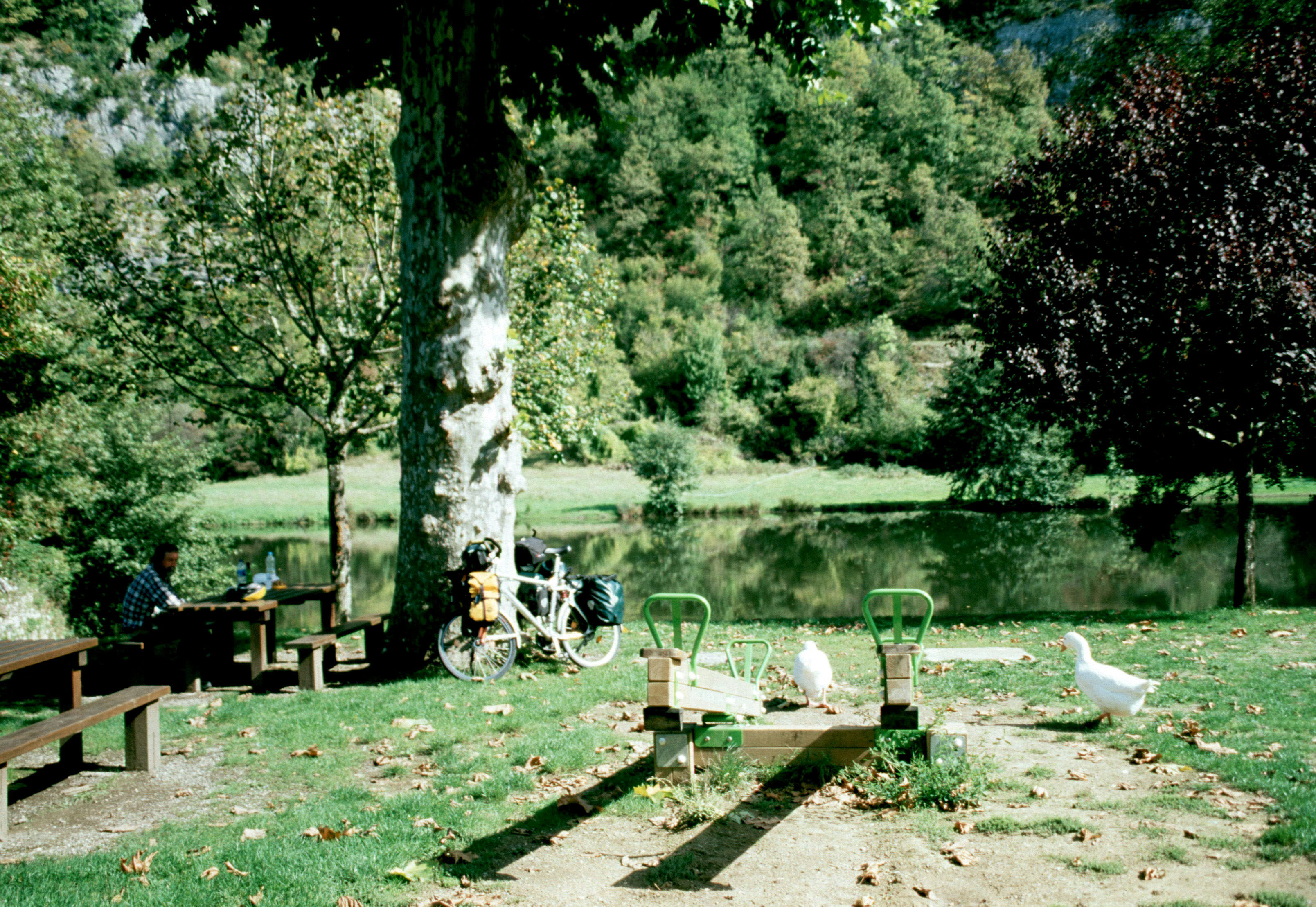
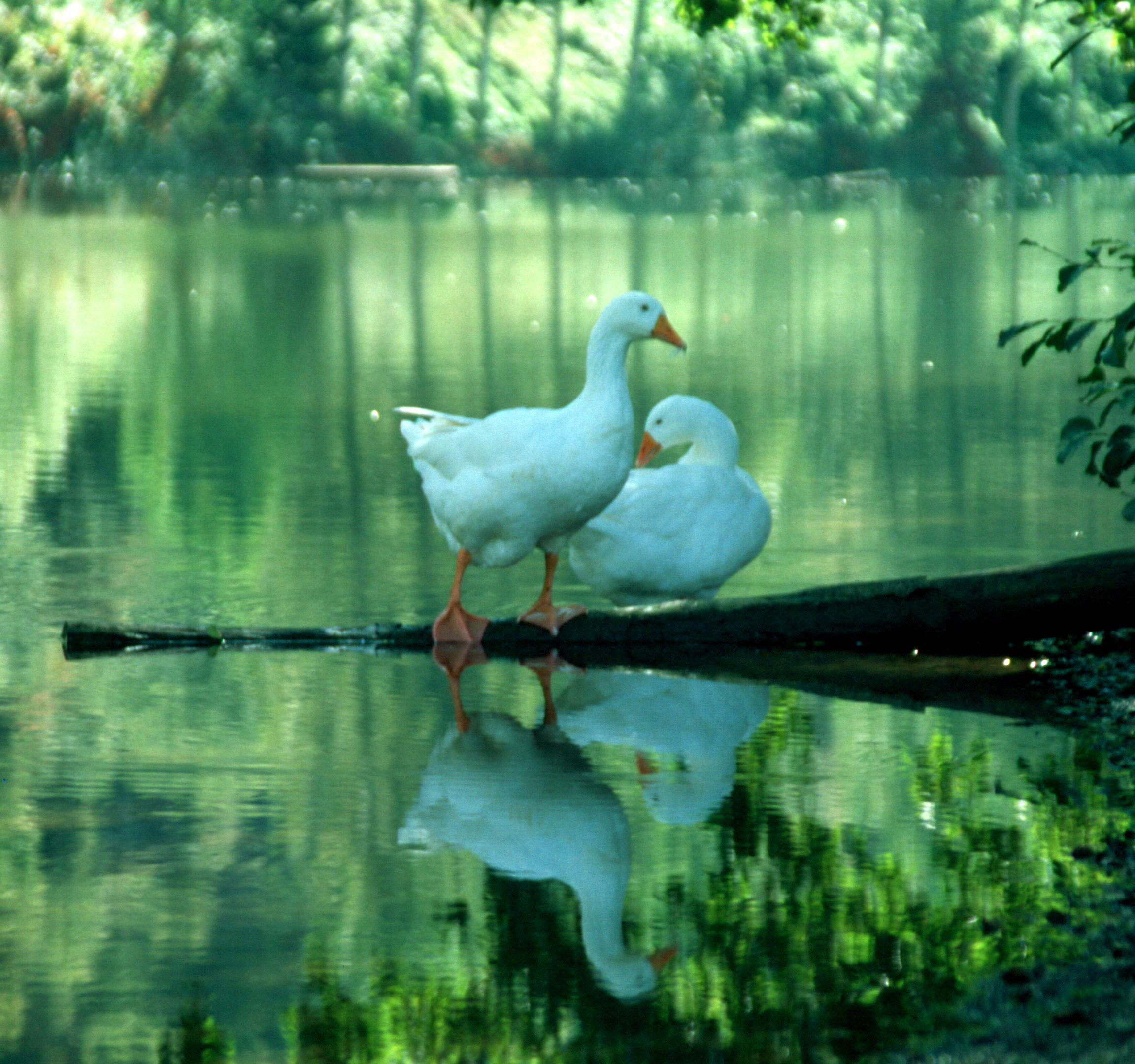
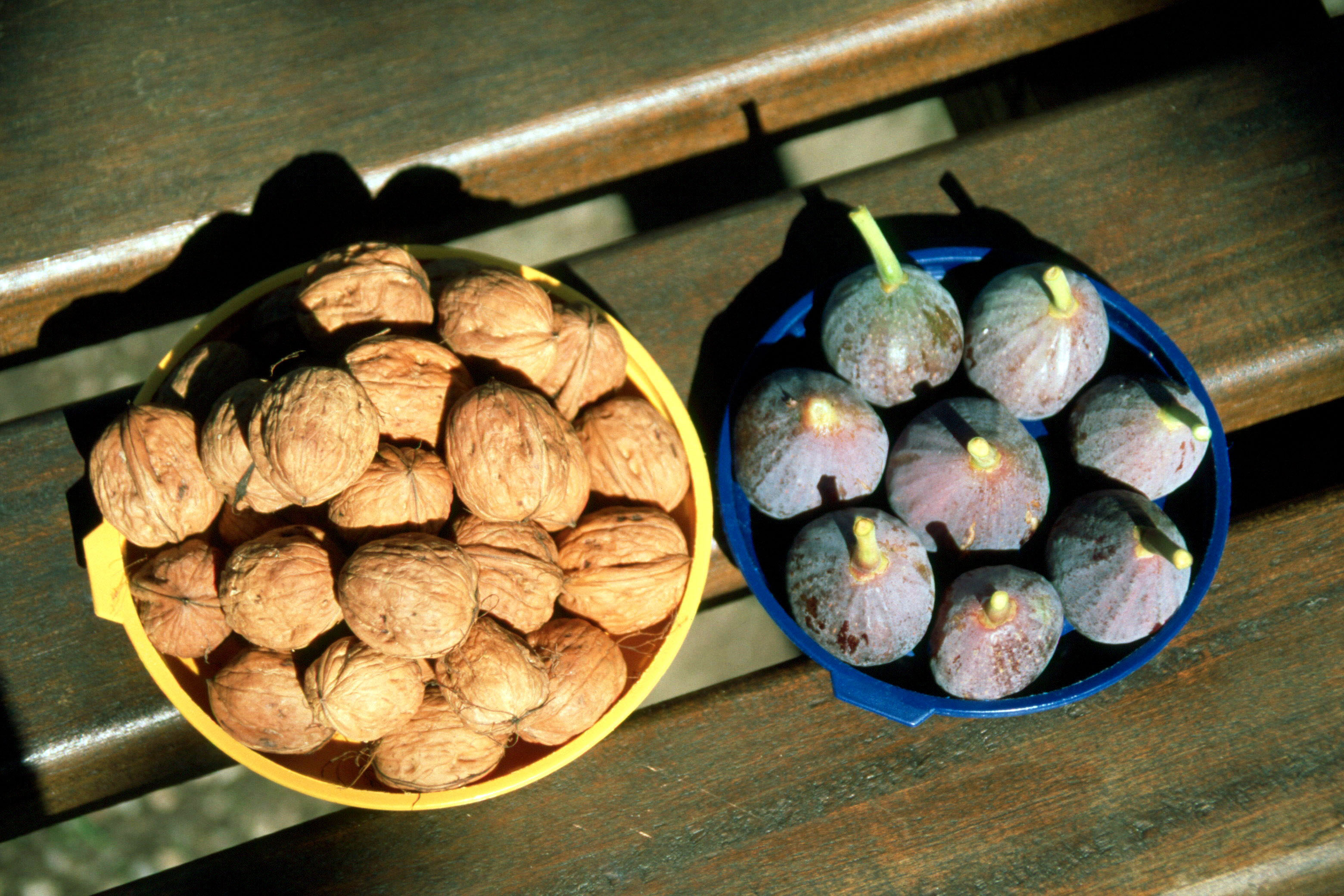
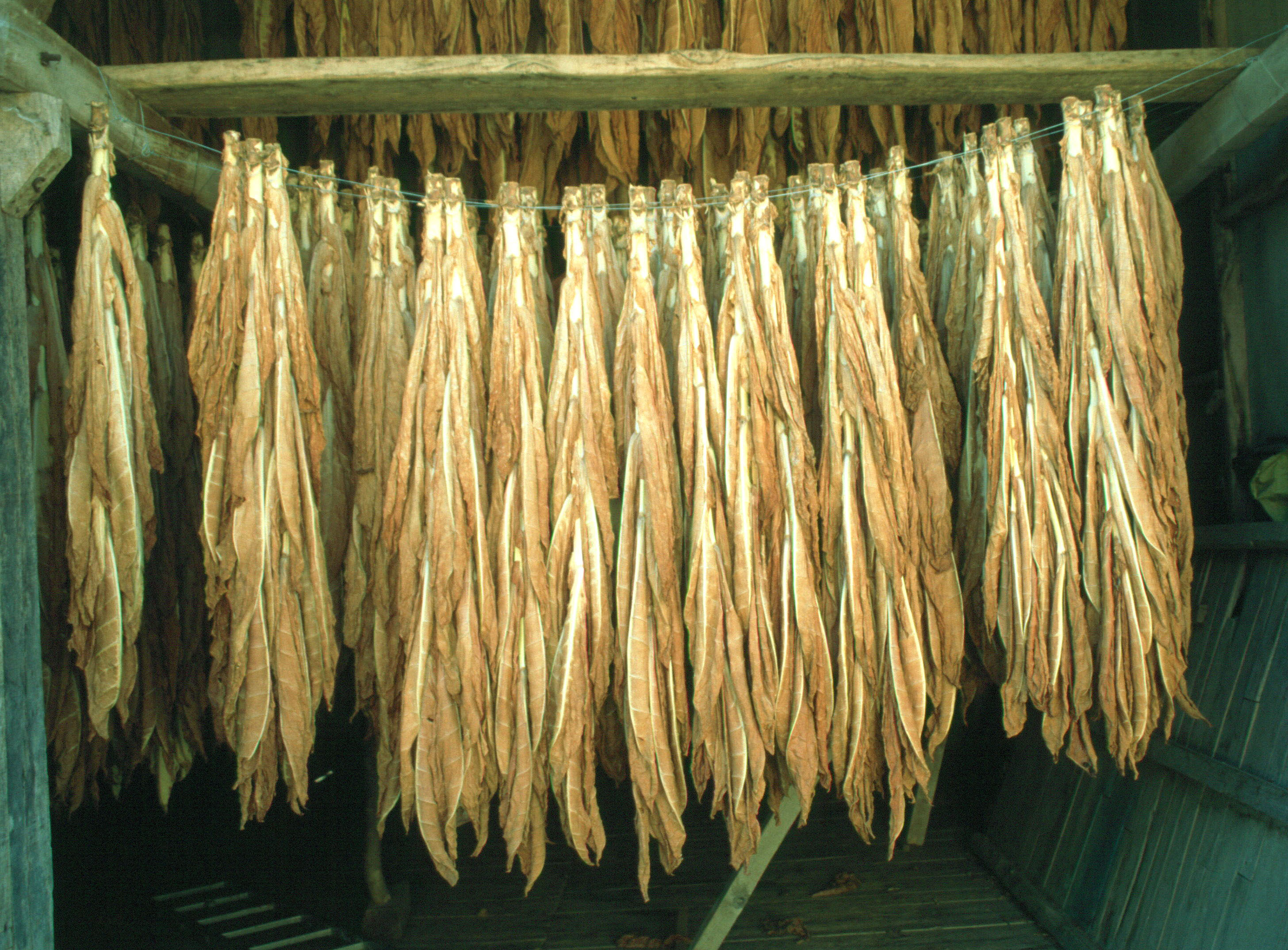